# Garden of the Arcane Delights
Garden of the Arcane Delights é um EP lançado pelos Dead Can Dance em 1984, o único lançado pela banda. Foi originalmente lançado como um disco de vinil, tendo as suas faixas sido mais tarde adicionadas ao primeiro álbum da banda, Dead Can Dance, quando este foi lançado em CD.

## Faixas

### Lado A
1. "Carnival of Light" – 3:31
2. "In Power We Entrust the Love Advocated" – 4:11

### Lado B
1. "The Arcane" – 3:49
2. "Flowers of the Sea" – 3:28